# Fontaine Fossati
La fontaine Fossati est une fontaine du 1er arrondissement de Marseille. Elle est la seule fontaine classée aux Monuments historiques à Marseille.

## Histoire
Le 4 mai 1778, Dominique Fossati passe marché avec la ville de Marseille pour cette fontaine baroque de style Louis XVI pour 12 000 livres. La fontaine Fossati est édifiée en 1778 en l'honneur de Necker sur l'actuelle place du Général-de-Gaulle. Elle est déplacée en 1825 au croisement du boulevard Dugommier et du boulevard d'Athènes. Gênant la circulation, elle est transférée quelques mètres plus loin en 1863, à la place des Fainéants (aujourd'hui la place des Capucines). La fontaine est classée monument historique en 1941. 
À l'origine, la pointe supportait un globe surmonté d'un aigle selon une gravure de 1785. Aucun témoignage n'atteste de l'édification de l'aigle dans le projet initial. Toutefois, son double impérial en marbre blanc est commandé en 1805 au sculpteur Chardigny. L'aigle est posé en 1809 par un autre sculpteur, Chinard, mais a été détruit par la foule à la chute de l'Empire le 14 avril 1814.
Félix Ziem, peintre impressionniste qui s'installe à Marseille en 1839, peint la fontaine comme l'atteste la couverture de l'ouvrage Félix Ziem, peintre voyageur 1821-1911 aux éditions Actes Sud.
La fontaine a été prise comme modèle par la manufacture de la veuve Perrin pour des fontaines en faïence. Le musée Cantini en conserve un exemplaire. 

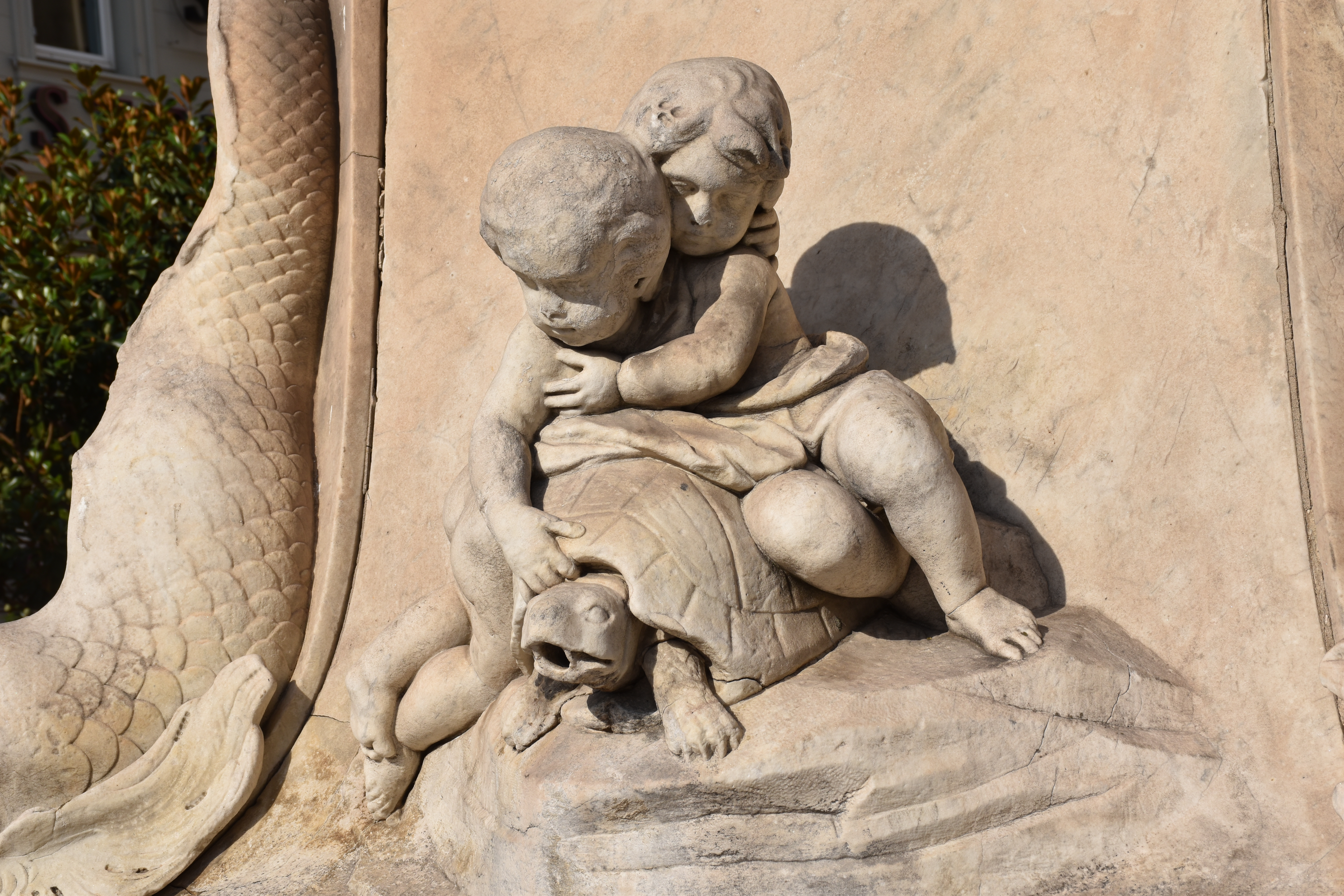
Deux entants jouant avec une tortue de mer

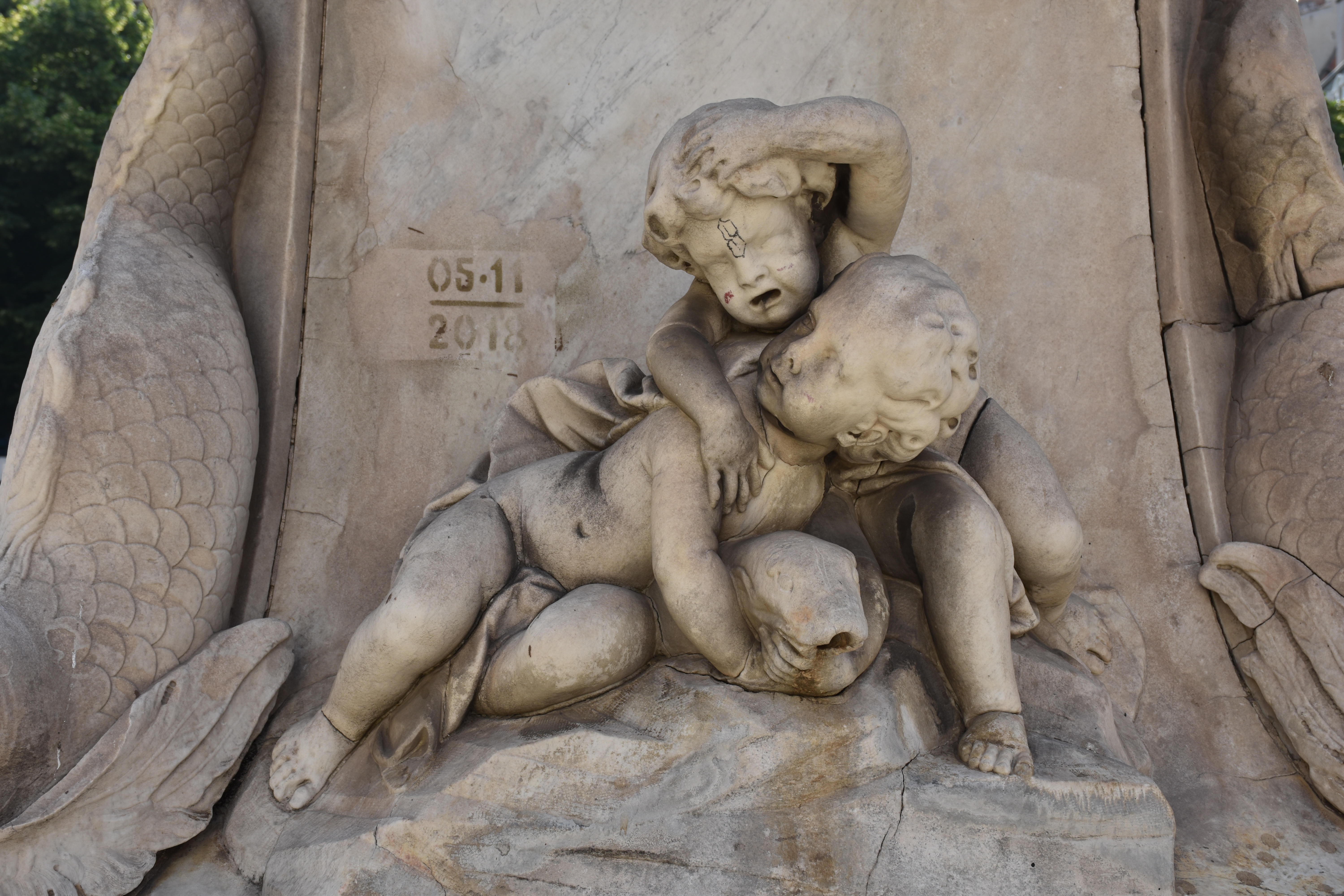
Deux enfants jouant avec un poisson

## Description
L'édifice comporte quatre lions supportant un obélisque ramené d'Égypte par Napoléon. La pyramide domine quatre dauphins renversés en forme de console crachant de l'eau. Deux couples d'enfants sur une tortue de mer dirigent le jet d'eau vers une coquille qui se déverse dans une grande vasque inférieure. Le talent de Dominique Fossati est honoré par l'inscription en latin HON. DOMI. FOSSATI IRU et FECIT.
La fontaine symbolise la rivalité avec Aix-en-Provence, alors capitale de la Provence, notamment par sa ressemblance avec la fontaine de la place des Prêcheurs.

## Galerie

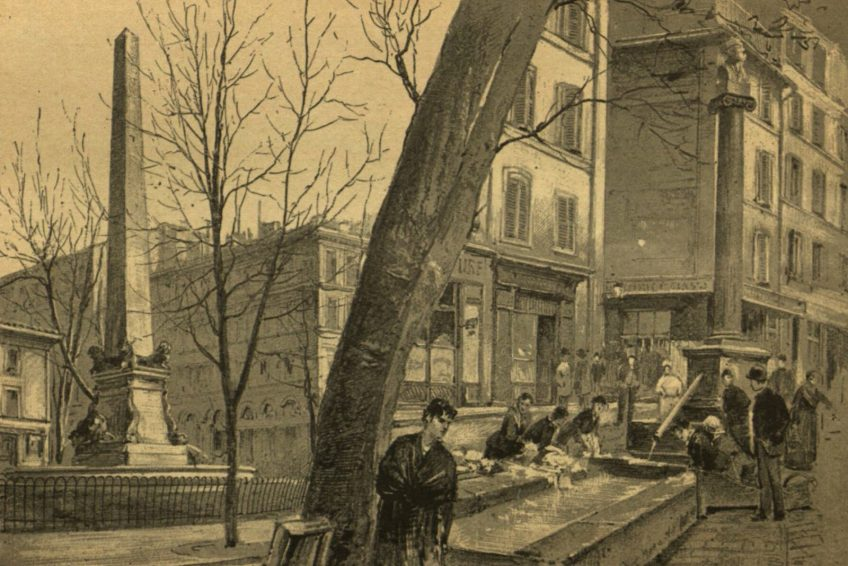
Gravure de la fontaine Fossati.
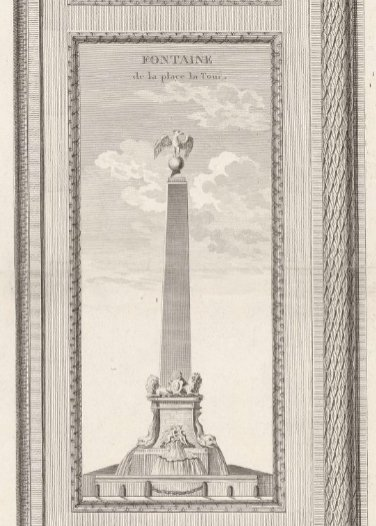
Projet initial de la fontaine Fossati, plan Pierron gravé en 1785.
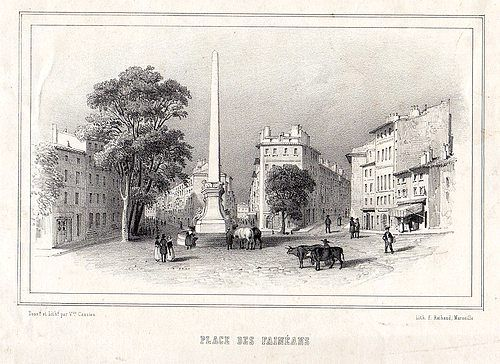
La fontaine Fossati, place des Fainéants (actuelle place des Capucines).
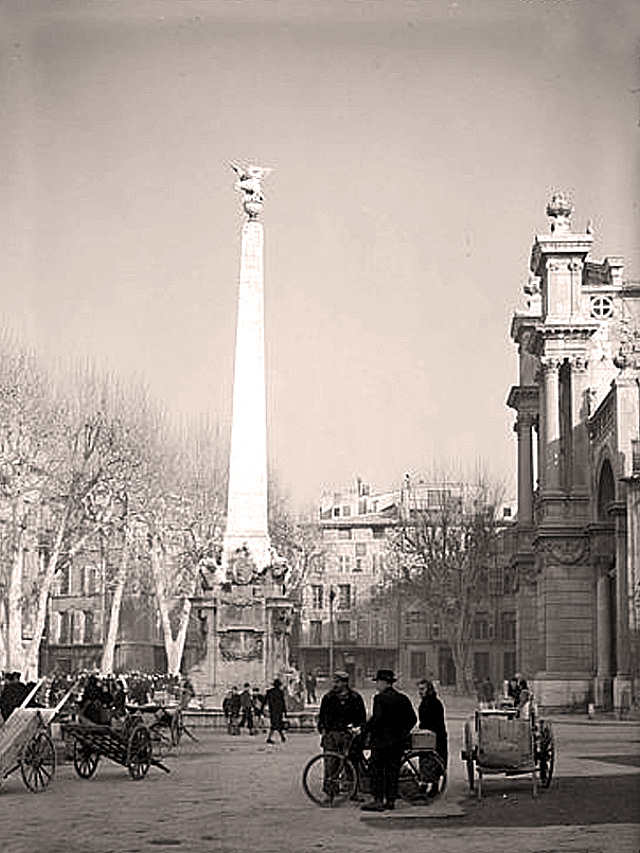
Fontaine de la place des Prêcheurs, Aix-en-Provence.